# Луїс Мартін Карлос Жуніор
Луїс Мартін Карлос Жуніор (порт.-браз. Luiz Martin Carlos Júnior / араб. لويز مارتن كارلوس جونيور; нар. 13 січня 1989, Жагуарана, Сеара, Бразилія) — катарський футболіст бразильського походження, захисник катарського «Ад-Духаїля» та національної збірної Катару.

## Клубна кар'єра
Народився в бразильському місті Жагуарана, у штаті Сеара. Дорослу футбольну кар'єру розпочав 2009 року в скромному клубі «Атлетіко Сеаренсе».
Наступного року перебрався до Катару, де став гравцем «Лехвієї». У сезонах 2010/11 та 2011/12 років разом з «Лехвією» виграв Лігу зірок Катару. У сезоні 2012 року зіграв 5 матчів за команду у Лізі чемпіонів АФК. У 2017 році, після об'єднання «Лехвії» з «Аль-Джаїшем», став одним з гравців, які перейшли до новствореного «Ад-Духаїля».

## Кар'єра в збірній
13 листопада 2013 року Луїс отримав перший виклик від Джамеля Бельмаді до другої національної збірної Катару. На офіційному рівні дебютував за національну збірну 25 грудня 2014 року у переможному (1:0) поєдинку Чемпіонату Західної Азії проти Палестини.

## Досягнення
- Чемпіон Катару (8):

«Ад-Духаїль»: 2010-11, 2011-12, 2013-14, 2014-15, 2016-17, 2017-18, 2019-20, 2022-23
- Володар Кубка Еміра Катару (4):

«Ад-Духаїль»: 2016, 2018, 2019, 2022
- Володар Кубка наслідного принца Катару (4):

«Ад-Духаїль»: 2013, 2015, 2018, 2023
- Володар Кубка шейха Яссіма (2):

«Ад-Духаїль»: 2015, 2016
- Володар Кубка зірок Катару (1):

«Ад-Духаїль»: 2022-23